# Esara

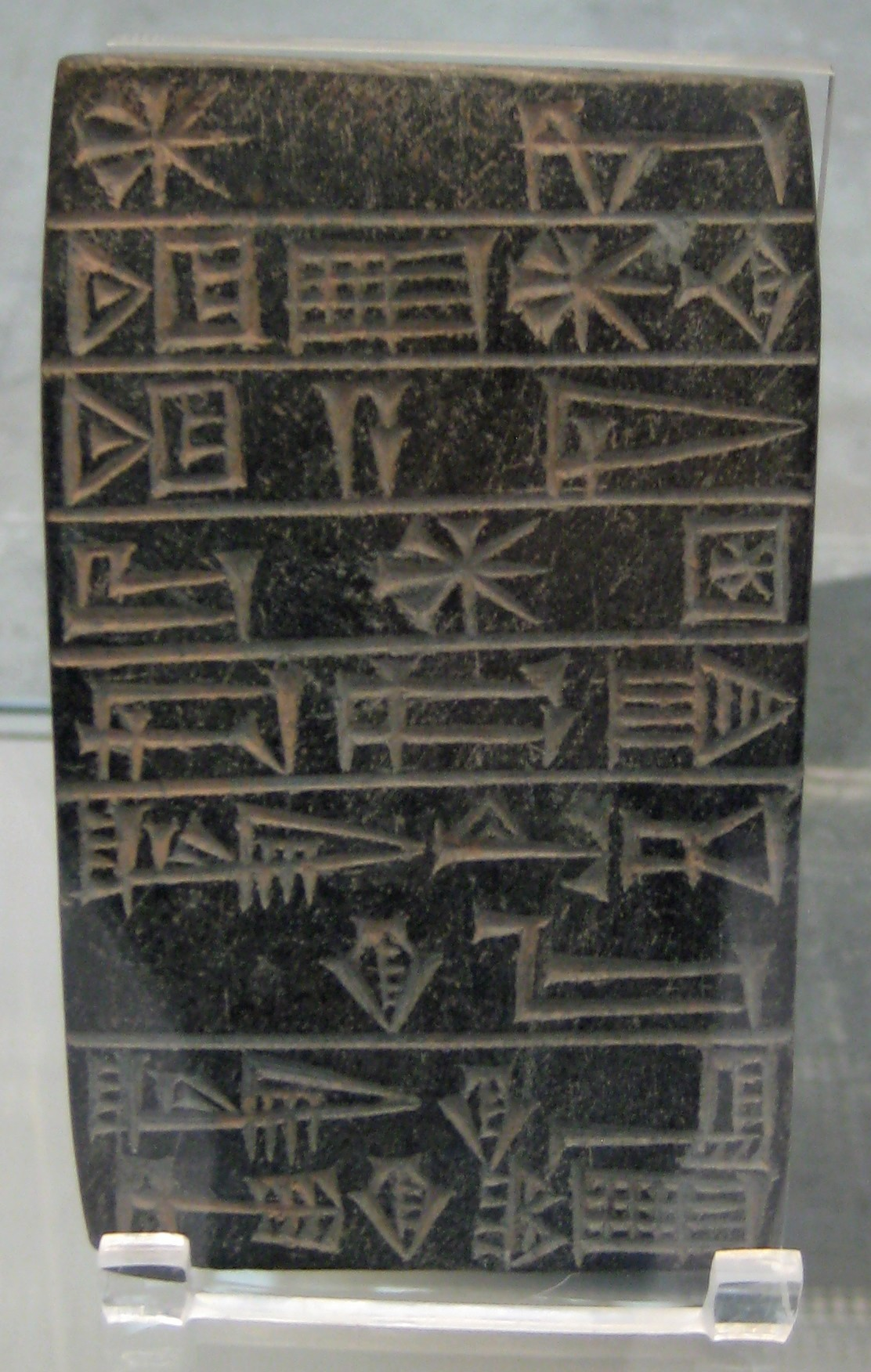
Foundation tablet from the Temple of Inanna at Uruk, dating to the reign of Ur-Nammu.

Esara o E-sara (en cuneiforme: E2 SAR.A "Casa del Universo"), fue el templo dedicado a Inanna en Uruk por el rey sumerio Ur-Nammu.
En el poema épico Enuma Elish, se dice al final de la cuarta tablilla que E-sara fue fundada por Marduk, una casa que creó, similar al cielo, para que Anu, Bel y Ea habitaran en ella.